# Szabó Bence (labdarúgó, 1998)
Szabó Bence (Székesfehérvár, 1998. január 16. –) magyar labdarúgó a Mosonmagyaróvári TE játékosa.

## Pályafutása

### Klubcsapatokban
Szabó a Puskás Akadémia FC akadémiáján nevelkedett, a felnőtt csapatban 2016-ban mutatkozott be egy Szolnoki MÁV elleni bajnoki mérkőzésen. A magyar élvonalban a Videoton FC-ben mutatkozott be 2017. július 23-án a Puskás Akadémia ellen. 2019 nyarán a Diósgyőri VTK játékosa lett. 2020 márciusában a Debreceni VSC szerződtette. 2020 augusztusában közös megegyezéssel távozott Debrecenből. Augusztus 8-án hároméves szerződést írt alá a Zalaegerszeg csapatával. Szeptember 16-án jelentették be, hogy kölcsönbe a szlovén Nafta csapatába került.

### A válogatottban
Többszörös magyar utánpótlás válogatott labdarúgó.

## Sikerei, díjai
- Puskás Akadémia FC
  - NB II 2016–17
- Videoton FC
  - NB I 2017–18